# Фаланкур
Фаланкур (фр. Fallencourt) насеље је и општина у северној Француској у региону Горња Нормандија, у департману Приморска Сена која припада префектури Дјеп.
По подацима из 2011. године у општини је живело 192 становника, а густина насељености је износила 15,89 становника/km². Општина се простире на површини од 12,08 km². Налази се на средњој надморској висини од 110 метара (максималној 215 m, а минималној 98 m).

## Демографија
| 1962. | 1968. | 1975. | 1982. | 1990. | 1999. | 2011. |
| ----- | ----- | ----- | ----- | ----- | ----- | ----- |
| 195   | 243   | 221   | 207   | 179   | 148   | 192   |

График промене броја становника у току последњих година